# (3838) Épona
Pour les articles homonymes, voir Épona (homonymie).
(3838) Épona, désignation internationale (3838) Epona, est un astéroïde Apollon découvert le 27 novembre 1986 par Alain Maury au Mont Palomar.